# Caroline Corr
Caroline Georgine Corr, MBE (Dundalk, Irlanda, 17 de marzo de 1973) es una compositora y percusionista irlandesa, conocida por ser batería del grupo irlandés The Corrs, que forma con sus tres hermanos, Jim, Sharon y Andrea.
Además de la batería, toca el bodhrán (tambor típico irlandés) y el piano, a la vez que realiza tareas de composición y hace los coros.

## Biografía
Estudió junto a sus hermanas en el convento Dun Lugaidh Convent School en Dundalk (Louth, Irlanda), lugar de nacimiento de su familia. El piano fue el primer instrumento que aprendió a tocar, gracias a su padre Gerry. Como ella misma reconoció, aprendió a tocar el bodhrán viendo videos de músicos irlandeses desde joven. A los dieciocho años aprendió a tocar la batería, necesaria a la hora de formar el grupo, lo cual ocurrió en 1991 una vez que ella y Andrea habían terminado la enseñanza secundaria. Ya tenía nociones de este instrumento gracias a un antiguo novio que era fan de U2. Durante la gira de Borrowed Heaven (2004-2005) no pudo tocar la batería durante parte del tour debido a su embarazo y, finalmente, no realizó parte de la gira debido a su imposibilidad para viajar. En 1995 publicaron su primer disco, Forgiven, Not Forgotten, al cual le siguieron numerosos álbumes de estudio, directos y giras internacionales, vendiendo junto con sus hermanos cincuenta millones de discos. En 2002 recibió el premio a la mejor músico de Irlanda, habiendo recibido numerosos premios y nominaciones más como parte de The Corrs, entre ellos los premios Amigo, Brit Awards, Grammy y Ondas.
Se casó con Frank Woods en 2002 en Deyá en Mallorca (España), con quien tuvo un hijo y dos hijas, Jake, Georgine y Rihann.
Tras casi 20 años de relación decidieron separarse. Caroline vive entre Dublín y Mallorca con sus hijos, y habla español. 
Especialmente comprometida con causas solidarias, recibió junto con sus hermanos la Orden del Imperio Británico en 2005 por sus contribuciones en industria musical y obras benéficas.
A diferencia de Andrea y Sharon, tras la pausa del grupo decidió dedicarse únicamente a su familia, alejada de la música salvo colaboraciones puntuales, hasta el regreso de The Corrs en 2015.